# John McCole
John McCole, född 18 september 1936 i Gweedore i Irland, död 1982, var en irländsk-född skotsk professionell fotbollsspelare. 
McCole var en framgångsrik centerforward som började sin karriär 1956 i Falkirk och efter två säsonger fortsatte i Bradford City. Han var framgångsrik i Leeds United där han spelade 85 matcher och gjorde 53 mål, varav 78 matcher och 45 mål i ligan, under två säsonger mellan 1959 och 1961 då han var klubbens främste målgörare. 
Totalt spelade han 217 ligamatcher och gjorde 118 mål mellan 1956 och 1965.